# 蕭瑔
蕭瑔（？—1748年），四川省保寧府閬中縣人，康熙五十六年丁酉科武舉人，康熙六十年（1721年）武進士（或作康熙五十七年武進士），授职三等侍衛。
雍正二年十一月補授山東登州鎮標右營游擊、雍正九年三月補授河南城守營參將、歷官四川撫標中軍參將、山東撫標中軍參將，乾隆五年（1740年）任廣東肇慶城守副將，兩年後改廣東督標中軍副將。乾隆九年（1744年）任福建建寧鎮總兵官，乾隆十二年（1747年）任福建臺灣鎮總兵官，次年卒。贈署都督僉事。